# Nigdy w życiu! (album)
Nigdy w życiu! – ścieżka dźwiękowa do filmu komediowego Ryszarda Zatorskiego, Nigdy w życiu!.
Autorem muzyki jest Maciej Zieliński, zaś wykonawcami są m.in. saksofonista Henryk Miśkiewicz i gitarzysta Marek Napiórkowski. Na płycie oprócz muzyki ilustracyjnej Macieja Zielińskiego znajdują się również przeboje takich wykonawców jak m.in. Reni Jusis („Kiedyś cię znajdę”), Edyta Bartosiewicz („Opowieść”). Nagranie z udziałem Polskiej Orkiestry Radiowej odbyło się 15 stycznia 2004 roku.

## Lista utworów
1. Reni Jusis – Kiedyś cię znajdę
2. Dido – Here with Me
3. Edyta Bartosiewicz – Opowieść
4. Maciej Zieliński – Tango De Amor
5. Lisa Stansfield – Never Never Gonna Give You Up
6. Alicia Keys – Troubles
7. Krzysztof Krawczyk – Bo jesteś Ty
8. Wilki – Here I am
9. Christina Aguilera – Beautiful
10. Maciej Zieliński – Judyta
11. Kayah (wyk. Cesária Évora) – Embarcacao
12. Maciej Zieliński – Tango 1
13. Ewelina Flinta – Żałuję
14. Maciej Zieliński – Tango 2
15. Maciej Zieliński – Finał